# Sender Policy Framework
Sender Policy Framework, SPF (інфраструктура політики відправника) — розширення для протоколу відправки електронної пошти через SMTP. SPF визначений у RFC 7208.
Завдяки SPF можна перевірити, чи не підроблений домен відправника.

## Принцип роботи
SPF дозволяє власнику домену, в TXT-записі, що відповідає імені домену, вказати список серверів, що мають право відправляти email-повідомлення зі зворотними адресами в цьому домені.
Агенти передачі пошти, що отримують поштові повідомлення, можуть запитувати SPF-інформацію за допомогою простого DNS-запиту, верифікуючи таким чином сервер відправника.
Приклад SPF-даних в TXT-записі DNS:
```
example.org. IN TXT "v=spf1 +a +mx -all"
```

Символ «+» є кваліфікатором за умовчанням і може бути опущений. Наступний приклад ідентичний попередньому:
```
example.org. IN TXT "v=spf1 a mx -all"
```

v= визначає версію SPF. Далі йде перерахування механізмів верифікації: в даному випадку «a» дозволяє прийом листів від хоста, IP-адреса якого збігається з IP-адресою у A-записі для example.org; «mx» дозволяє прийом листів, якщо вузол-відправник вказаний в одному з MX-записів для example.org. Рядок завершується «-all» — вказівкою того, що повідомлення, які не пройшли верифікацію з використанням перерахованих механізмів, слід відкидати. Також може використовуватися «~all» — в цьому випадку лист, що не пройшов верифікацію, не повинен бути відхилений, але може бути вивчений більш ретельно (SoftFail).
Слід зауважити, що RFC 7208 визначає різні результати перевірки, в тому числі «Permerror» у випадку некоректного SPF-запису. Одним з випадків некоректного запису є наявність більш ніж одного запису «v=spf1» (3.2. Multiple DNS Records). Слід бути уважним при формуванні запису і звірятися з документом RFC 7208. В інтернеті можна знайти онлайн-сервіси для перевірки SPF-запису.

## Поширеність
Програмне забезпечення для фільтрації спаму SpamAssassin версії 3.0.0 і ASSP забезпечують підтримку SPF. Багато агентів передачі пошти (MTA) мають вбудовану підтримку SPF (CommuniGate Pro, Wildcat, Exim, Microsoft Exchange Server). Для інших MTA існують патчі або розширення, що забезпечують реалізацію SPF (mailfromd для Postfix, Sendmail і MeTA1; SPF implementation for qmail [Архівовано 12 червня 2017 у Wayback Machine.]).
Нині більшість відомих сервісів інтернету (Amazon, AOL, EBay, Google, Hotmail, Microsoft, W3C) надають SPF-інформацію про свої домени.